# RSRB-36 Šabac (судно розмагнічування)
RSRB-36 Šabac — це судно розмагнічування річкової флотилії Сербії. Має бортовий номер 36.

## Історія
RSRB-36 Šabac закладена корабельнею "Бродограділіште Тіто" в Белграді, спущено 9 квітня 1984 року, 20 квітня 1984 року введена до складу Річковий військової флотилії Югославії (з 4 лютого 2003 Річкова військова флотилія Сербії і Чорногорії). 5 червня 2006 відійшов під юрисдикцію Сербії і введений до складу Річковий флотилії Армії Сербії.